# Christian Zeitz
Christian Zeitz, né le 18 novembre 1980 à Heidelberg, est un handballeur allemand. Il est notamment champion du monde en 2007, champion d'Europe en 2004 et vice-champion olympique en 2004. Sous le maillot du mastodonte allemand du THW Kiel pendant 13 saisons, il a notamment remporté trois Ligue des champions et neuf championnats d'Allemagne.
À l'été 2013, il signe un contrat de 3 ans dans le club hongrois du Veszprém KSE à compter de la saison 2014-2015. Finalement, au bout de deux saisons, il retourne au THW Kiel. Il retourne finalement au THW Kiel en 2016 où il évolue jusqu'en 2018.

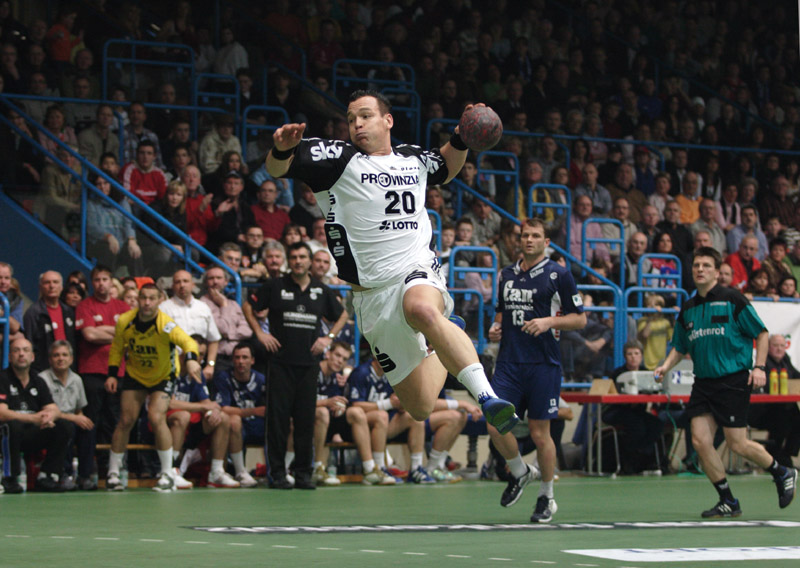
Christian Zeitz en 2006

## Palmarès

### Club
Compétitions internationales
- Vainqueur de la Ligue des champions (3) : 2007, 2010, 2012
  - Finaliste en 2000, 2008, 2009, 2015, 2016
- Vainqueur de la Coupe de l'EHF (1) : 2004
- Vainqueur de la Supercoupe d'Europe  (1) : 2007
  - Finaliste en 2004
- Vainqueur du Coupe du monde des clubs (1) : 2011
  - Finaliste en 2012
- Vainqueur de la Ligue SEHA (2) : 2015, 2016

Compétitions nationales
- Champion d'Allemagne (9) : 2005, 2006, 2007, 2008, 2009, 2010, 2012, 2013, 2014
- Vainqueur de la Coupe d'Allemagne (7) : 2007, 2008, 2009, 2011, 2012, 2013 et 2017
  - Finaliste en 2005
- Vainqueur de la Supercoupe d'Allemagne (5) :2005, 2007, 2008, 2011 et 2012
- Champion de Hongrie (2) : 2015, 2016
- Vainqueur de la Coupe de Hongrie (2) : 2015, 2016

### Sélection nationale
- Jeux olympiques[3]
  -  médaille d'argent aux Jeux olympiques de 2004 à Athènes
  - 9e place aux Jeux olympiques de 2008 à Pékin
- Championnats du monde
  -  médaille d'or au Championnat du monde 2007 en Allemagne
  -  médaille d'argent au Championnat du monde 2003 au Portugal
  - 9e place au Championnat du monde 2005 en Tunisie
- Championnats d'Europe
  -  médaille d'or au Championnat d'Europe 2004 en Slovénie
  -  médaille d'argent au Championnat d'Europe 2002 en Suède
  - 4e place au Championnat d'Europe 2008 en Norvège
  - 5e place au Championnat d'Europe 2006 en Suisse
- autres
  - 166 sélections et 458 buts en équipe nationale d'Allemagne entre 2001 et 2008